# 50 øre (Dinamarca)
La antigua moneda de 50 øre de Dinamarca era la segunda denominación danesa de menor valor hasta 2008.

## Diseño 1991-2008
El diseño de la moneda de 50 øre fue introducido en 1991 y hasta el 2008 no ha sufrido grandes retoques ni cambios en la moneda.
Las características son las siguientes:
- Diámetro: 21,5 mm.
- Espesor de: 1.55 mm.
- Peso: 4.3 g.
- Aleación: 97 % de cobre, 2,5 % de cinc y 0,5 % de estaño.
- Canto: Liso.

El reverso tiene como diseño el valor facial y un pequeño corazón como detalle y el anverso tiene inscrito el año, el nombre del país y la corona del rey Cristián V.